# Xenotriccus
Xenotriccus es un género de aves paseriformes perteneciente a la familia Tyrannidae que agrupa a dos especies originarias de América del Norte y Central donde se distribuyen desde el centro de México hasta El Salvador. A sus miembros se les conoce por el nombre común de mosqueros o papamoscas.

## Etimología
El nombre genérico masculino «Xenotriccus» se compone de las palabras del griego «xenos» que significa ‘extraño’, y «τρικκος trikkos» un pequeño pájaro no identificado; en ornitología, triccus significa «atrapamoscas tirano».

## Características
Las aves de este género son dos tiránidos relativamente pequeños, midiendo alrededor de 12 cm de longitud, con la cola relativamente larga, que presentan listas alares y anillo ocular pálido y que se caracterizan principalmente por su peculiar crista erizada. El mosquero fajado ( X. callizonus) presenta un patrón de plumaje diferenciado, especialmente la banda (o cinturón) canela que atraviesa el pecho amarillento y las bandas alares también canela, que son respectivamente moreno apagado y blanquecinas en X. mexicanus. Generalmente permanecen semiocultos en la vegetación densa.

## Taxonomía
Los amplios estudios genético-moleculares realizados por Tello et al. (2009) descubrieron una cantidad de relaciones novedosas dentro de la familia Tyrannidae que todavía no están reflejadas en la mayoría de las clasificaciones. Siguiendo estos estudios, Ohlson et al. (2013) propusieron dividir Tyrannidae en cinco familias. Según el ordenamiento propuesto, Xenotriccus permanece en Tyrannidae, en una subfamilia Fluvicolinae Swainson, 1832-33, provisoriamente en una tribu Contopini Fitzpatrick, 2004 junto a Ochthornis, Cnemotriccus, Lathrotriccus, Aphanotriccus, Mitrephanes, Empidonax, Contopus y Sayornis.

## Lista de Especies
Según las clasificaciones del Congreso Ornitológico Internacional (IOC) y Clements Checklist/eBird, el género agrupa a las siguientes especies con el respectivo nombre popular de acuerdo con la Sociedad Española de Ornitología (SEO):
| Imagen | Nombre científico      | Autor                  | Nombre común        | Estado de conservación | Distribución |
| ------ | ---------------------- | ---------------------- | ------------------- | ---------------------- | ------------ |
|        | Xenotriccus callizonus | Dwight & Griscom, 1927 | mosquero fajado     | LC                     |              |
|        | Xenotriccus mexicanus  | (J.T. Zimmer, 1938)    | mosquero del Balsas | LC                     |              |